# Пятница, 13-е (фильм, 2009)
«Пя́тница 13-е» (англ. Friday The 13th) — американский слэшер 2009 года, снятый режиссёром Маркусом Ниспелем по сценарию Дэмиана Шеннона и Марка Свифта. Картина является ремейком одноимённого фильма 1980 года, 12-я по счёту во франшизе. Маркус Ниспель также снял ремейк фильма «Техасская резня бензопилой» режиссёра Тоуба Хупера (1974 года), а Свифт и Шеннон написали сценарий картины «Фредди против Джейсона».
Авторы придумали новую историю, однако за основу сюжета взяли события первых четырёх фильмов классического сериала. Также была изменена концепция основного персонажа, Джейсона Вурхиза, который стал более подвижным и проворным. Кроме того, прошлое персонажа было показано таким образом, что по задумке авторов должно заставить зрителей частично сопереживать Вурхизу, однако не настолько, чтобы они забыли о том, что он кровожадный убийца. Джейсон находит свою хоккейную маску сразу же — в оригинальной серии фильмов маньяк обзавёлся маской лишь в третьей части. Новая маска была создана на основе дизайна той, что использовали в фильме «Пятница, 13-е. Часть 3 в 3D», хотя в её внешний вид были внесены значительные изменения. В фильме были использованы некоторые музыкальные композиции, написанные композитором Гарри Манфредини для первых фильмов.
Релиз фильма состоялся 13 февраля 2009 года. Картина стала успешной в плане кассовых сборов, собрав в общей сложности $91 379 051, а также получила смешанные отзывы от критиков.

## Сюжет
13 июня 1980 года, маленький Джейсон Вурхиз стал свидетелем того, как его мать была обезглавлена вожатой, Элис Хардли, пытавшейся сбежать от миссис Вурхиз, сошедшей с ума и устроившей кровавую резню в лагере на берегу Хрустального озера.
Около 30 лет спустя, группа молодых ребят — Уэйд, Ричи, Майк, Уитни и Аманда — приезжают к Хрустальному озеру, чтобы провести выходные на природе. Сидя у костра, Уэйд рассказывает друзьям историю лагеря «Хрустальное озеро», но никто ему не верит. Однако появляется Джейсон, потерявший свою маску, и разозлённый маньяк перебивает всю подростковую компанию.
Через шесть недель, юноша Трент со своей подружкой Дженной и друзьями Бри, Чюи, Челси, Ноланом и Лоуренсом приезжают на выходные в летний домик своих родителей, расположенный на берегу Хрустального озера. По дороге к озеру, ребята останавливаются на заправке, где видят молодого человека по имени Клэй — он разыскивает свою сестру Уитни, пропавшую в этих краях несколько недель назад. Между ним и Трентом тут же возникает конфликт, который усугубляется, когда Клэй, объезжая дома местных жителей, оказывается у дома Трента. Дженна извиняется перед Клэем за поведение своего парня и соглашается помочь ему в поисках сестры. Между тем, Челси и Нолан отправляются на озеро, где берут без спросу катер Трента. Там Джейсон убивает Нолана, выстрелив в него из лука. Неуправляемый катер сбивает Челси. Она пытается выплыть, но на берегу видит Джейсона, вооружённого мачете. Пытаясь спрятаться под мостиком, Челси гибнет — Джейсон вертикальным ударом мачете пробивает девушке голову.
Поиски Уитни приводят Клэя и Дженну к заброшенному лагерю, где молодые люди становятся свидетелями того, как Джейсон прячет трупы своих жертв, а затем исчезает в подвале — под лагерем находится целая система коридоров, которую маньяк использует в качестве своего логова. Клэй и Дженна возвращаются к дому Трента, предупредив друзей об опасности. Тем временем, Джейсон убивает Чью и Лоуренса, отправившегося на спасение друга, а затем и Бри, в одиночестве поднявшуюся в верхнюю ванную. К дому подъезжает полицейская машина, и вышедший из неё шериф Берк становится следующей жертвой Вурхиза. Трент пытается сбежать, но Джейсон убивает и его. Между тем, Клэй и Дженна возвращаются в заброшенный лагерь, где они находят Уитни, прикованную цепью к стене. Джейсон пощадил её, так как девушка очень похожа на его мать. Клэй освобождает сестру и ребята пытаются сбежать, но появляется Джейсон и убивает Дженну.
Уитни и Клэй оказываются в старом амбаре, где их выслеживает Джейсон. Между Клэем и Джейсоном завязывается драка, в ходе которой Джейсон чуть не заталкивает Клэя в дробилку для дерева. Воспользовавшись тем, что Уитни похожа на мать Джейсона, она начинает вести себя как миссис Вурхиз, отвлекая внимание от Клэя, который уличив момент набрасывает на горло маньяка цепь и, кинув её в дробилку, подвешивает убийцу. Однако из-за его веса балка ломается, и Джейсон падает. Он успевает нанести Клэю удар палкой, но цепь всё сильнее затягивается в дробилку. Джейсон выхватывает у Уитни кулон матери и его начинает затягивать внутрь дробилки. Уитни берёт мачете маньяка и наносит ему решающий удар в грудь.
Зрителям демонстрируют развалины лагеря и остатки летнего домика Трента. Финал фильма остаётся открытым: Клэй и Уитни скидывают тело Джейсона в воды озера. Видно, как маска Джейсона медленно опускается на дно озера. Но как только брат с сестрой собираются уходить, из воды, проламывая мостик, выскакивает Джейсон и хватает Уитни.

## В ролях
| Исполнитель роли   | Персонаж                 |
| ------------------ | ------------------------ |
| Джаред Падалеки    | Клэй Миллер              |
| Даниэль Панабэйкер | Дженна                   |
| Трэвис Ван Винкл   | Трент Сэттон             |
| Аманда Ригетти     | Уитни Миллер             |
| Джулианна Гуилл    | Бри                      |
| Арлен Эскарпета    | Лоуренс                  |
| Аарон Ю            | Чюи                      |
| Дерек Мирс         | Джейсон Вурхиз           |
| Райан Хэнсен       | Нолан                    |
| Уилла Форд         | Челси                    |
| Джонатан Садовский | Уэйд                     |
| Бен Фельдман       | Ричи                     |
| Ник Меннелл        | Майк Рейнольдс           |
| Америка Оливо      | Аманда                   |
| Кайл Дэвис         | Донни                    |
| Ричард Бёрджи      | Шериф Брэк               |
| Трэвис Дэвис       | Офицер Ланд              |
| Нана Визитор       | Памела Вурхиз            |
| Стефани Родс       | Вожатая                  |
| Калеб Гасс         | Джейсон Вурхиз в детстве |
| Крис Коппола       | Продавец на заправке     |
| Розмари Ноуэр      | Пожилая дама             |
| Боб Кинг           | Пожилой сторож           |

## История создания

### Разработка проекта
Продюсер New Line Cinema, Тоби Эммерих, связался с представителями Platinum Dunes, Майклом Бэем, Брэдом Фуллером и Эндрю Формом с предложением снять ремейк «Пятницы» в том же стиле, что и их версия франшизы «Техасская резня бензопилой». Они заинтересовались предложением и целый год ждали, когда у них появится возможность получить права на съёмки вместе с компаниями Paramount Pictures, New Line Cinema и Crystal Lake Entertainment. Последняя была основана создателем первой картины, режиссёром Шоном С. Каннингемом. Боссы Paramount одобрили кандидатуру студии Platinum Dunes и позволили использовать персонажей и сюжеты оригинального фильма, включая название картины. Между тем, сама студия Paramount получила возможность дистрибуции картины на международном рынке. Фуллер и Форм подтвердили, что они не хотели снимать продолжения оригинальной серии, а начать новую историю, на основе которой смогут создать другую мифологию франшизы. При этом продюсеры подтвердили, что в ремейке использованы некоторые идеи первых четырёх фильмов, к примеру, определённые способы убийств, которые привлекали их с самого начала — однако они не знали сразу, смогут ли полностью получить права на франшизу. Все сомнения развеялись, когда стало понятно, что студия Paramount готова к сотрудничеству. Фуллер сказал: «Были определённые сцены, которые мы хотели показать в фильме, например, сцену с маской. Она определённо будет в первой трети нашего фильма. Кто такой Джейсон? Почему происходят эти убийства, и что такое Хрустальное озеро?». Кроме того, авторы намеревались сделать главным героем Томми Джарвиса, который был центральным персонажем трёх фильмов серии. Однако, в итоге, от идеи отказались.
Хотя продюсеры решили немного изменить первоначальную концепцию сюжета, они были единодушны в том, что стоит придумать новую историю, которая не потеряет своего смысла по ходу развития событий. Форм и Фуллер уверены, что зрители хотят увидеть, как Джейсон находит свою знаменитую маску, и почему он решает носить именно её. В новом фильме поклонники увидят, как маньяк носит мешок на голове — как в фильме «Пятница, 13-е. Часть 2» — и находит хоккейную маску, что случилось лишь в фильме «Пятница, 13-е. Часть 3 в 3D», однако там сцена, в которой Джейсон надевает маску, осталась за кадром.
В отношении ремейков картин «Техасская резня бензопилой» (2003) и «Ужас Амитивилля» (2005), оба из которых были спродюсированы Бэем, Формом и Фуллером, было принято решение, что время действия будет перенесено в современность. По задумке авторов новая «Пятница, 13» не будет ремейком в строгом понимании, и продюсеры могут позволить себе изложить свою версию истории — события фильма перенесены из 1950-х в 1980 год, а затем почти на 30 лет вперёд — «в наши дни». В октябре 2007 года Дэмиан Шеннон и Марк Сифт, авторы сценария «Фредди против Джейсона», были наняты для написания сценария и этого фильма. Джонатан Либесман вёл переговоры относительно возможности постановки картины, но из-за столкновения рабочих графиков, режиссёру пришлось отказаться от проекта. Тогда Фуллер и Форм остановились на втором варианте — они наняли Маркуса Ниспеля. Ниспель сначала отказался от работы, так как не хотел распыляться и на другую хоррор-франшизу, однако в конечном итоге Фуллер уговорил его согласиться. Основные съёмки начались 21 апреля в Остине, штат Техас и закончились 13 июня 2008 года.

### Кастинг
Каскадёра Дерека Мирса наняли сыграть Джейсона Вурхиза после того, как его порекомендовал супервизор по гриму, Скотт Стоддард. До того, как продюсеры связались с ним, Мирс уже был в курсе того, что готовится к съёмкам новый фильм, поэтому он решил заняться физической подготовкой, чтобы у продюсеров не было никаких сомнений насчёт утверждения его на роль. Приятный характер и воспитанность Мирса заставили студию поволноваться, так как они сомневались, сможет ли он сыграть такого персонажа, как Джейсон. Но Мирс заверил, что эта роль как раз для него. В детстве, когда актёр смотрел фильмы оригинальной серии, он считал, что «Джейсон — настоящая жертва», и всегда мечтал сыграть его в кино. Для Мирса Джейсон всегда был типичным представителем отверженных, над которыми издеваются в школе, особенно с учётом внешних уродств, связанных с болезнью Джейсона. Джейсон необычен тем, что он выливает свою месть на тех, кто приходит на его территорию рядом с Хрустальным озером.
Когда Мирс пришёл на прослушивание, его спросили: «Почему нам нужен актёр, который не подходит под описание парня в маске?» Мирс сказал, что изображение Джейсона в кино подобно работе над греческой маской, где маска и актёр — две отдельные единицы, которые зависят от сцены, поэтому возможны разные сочетания масок и актёров. По мнению Мирса, если актёр думает о чём-то во время игры, его мысли преобразуются в энергетику, которая не ускользнёт от камеры. Он также сравнил актёрство с участием в гонках NASCAR: он — гонщик, а съёмочная группа — его команда. Во время работы над персонажам, разработчики визуальных эффектов фильма предлагали свои варианты предания реалистичности Джейсону во время съёмок.
Аманда Риетти не читала сценарий, когда ей предложили роль Уитни Миллер. Прочитав его, она тут же дала своё согласие, желая быть частью ремейка. Джаред Падалеки описывает своего героя, как «настоящего героя», который делает всё правильно после исчезновения его сестры — «как одинокий волк» он отправляется на её поиски, и он готов нести ответственность за свои поступки. Съёмочный период пришлось продлить, чтобы Аарон Ю смог сыграть роль Чюи. Незадолго до съёмок сцены смерти его героя, актёру удалили аппендицит. Как только актёр смог вернуться на площадку, режиссёр подвесил актёра вверх ногами для съёмок сцены гибели Чюи.
Фуллер и Форм отметили, что процесс подбора актёров был сложнее, чем для «Техасской резни бензопилой», так как для «Пятницы» нужны были более молодые исполнители. В фильме снимается 13 молодых актёров, в то время как «Резне» — всего 5. Основной задачей было найти актёров, которые хорошо бы смотрелись в качестве группы друзей. Кастинг продолжался вплоть до начала съёмочного процесса. Ричард Бёрджи, известный по роли в фильме «Хостел 2» и получивший роль шерифа Брэка, подписал контракт всего за 12 часов до начала съёмок его сцен.
Актриса Дженнифер Скриоле пробовалась на главную роль. А израильская актриса Моран Атиас начала съёмки в картине, но вскоре выбыла из проекта. Актриса Скаут Тейлор-Комптон пробовалась на роль Дженны. В 2007 году актриса сыграла Лори Строуд в ремейке «Хэллоуина» Джона Карпентера. Аарон Ю получил роль Чюи незадолго до начала съёмок. До этого претендентом на роль был Дэвид Блу. Форм и Фуллер предложили актрисе Эдриан Кинг роль-камео в новом фильме, однако через несколько дней перезвонили ей, чтобы сообщить о решении, что передумали и не хотят, чтобы в новом фильме появлялись актёры классической серии.

### Сценарий
Начиная работу над сценарием, Свифт и Шеннон решили учесть свои же ошибки в создании сценария фильма «Фредди против Джейсона». Сценаристы считали, что должны были избежать, как выразились Свифт и Шеннон, классического клише мультфильмов о Скуби-Ду, когда группа подростков пытается разгадать какую-то тайну — герои не должны были даже знать имя Джейсона. Нежелательным для сюжета была осведомлённость героев о происходящем также, как было, к примеру, в трилогии «Крик», когда герои самоцитировали себя. Авторы хотел вернуть жанр к истокам, создать ощущение, что картина была снята в 1980-х годах. «Новый Джейсон должен быть более быстрым и проворным — он хищник, который защищает свою территорию», чем и объясняется его тяга к убийствам, а не убивая попросту каждого, кого встретит на своём пути.
Также по мнению Свифта и Шеннона, в фильме должно было быть минимум материала, рассказывающего о детстве маньяка, тем самым оставляя больше загадочности вокруг героя, который должен был выглядеть максимально реалистичным. В одной из сцен зрители следуют за Джейсоном по его туннелю и видят оленью тушу. Однако из-за ограниченного бюджета Фуллеру пришлось отказать сценаристом в реализации этой идеи — одна подобная модель оленя стоила $100 тысяч. По тем же причинам, пришлось отказаться от многих задумок в реализации смертей персонажей и даже изменить финал. В ранней версии сценария героиня актрисы Уиллы Форд, Челси, увидев Джейсона на берегу, боится выйти из озера. Некоторое время спустя, девушка теряет силы и попросту тонет в Хрустальном озере. Сценаристы подумали, что такого никогда раньше не было в фильмах подобного жанра. Кроме того, героиня Даниэль Панабэйкер должна была умереть ближе к концу — уже выбравшись из логова Джейсона и предлагая Клэю назначить второе свидание. Однако было принято решение, что героиня должна погибнуть раньше. Перед сценаристами встала проблема создания интересных и ярких смертей героев. Они хотели создать что-то новое, но при этом не слишком отдаляясь от атмосферы первых фильмов сериала. Для этого сценаристы оставили много предметов, напоминающих о предыдущих героях сериала — в тоннеле можно заметить инвалидное кресло Марка (в исполнении Тома МакБрайда) из второй части или свитер Памелы Вурхиз из первой серии.
Кроме того, важно было придумать новые повадки Джейсона. Было принято решение сделать маньяка более быстрым и не таким грузным, более похожим на выжившего и одичавшего в лесу молодого мужчину, дабы эти убийства больше походили на защиту территории от вторжения посторонних. По словам Мирса, новый образ напоминал ему помесь Джона Рэмбо (герои попадают в его ловушки, расставленные по лесу), Тарзана и Снежного человека из мультфильмов «Луни Тьюнз». Как бы там ни было, Форм и Фуллер также учли свои ошибки из фильма «Техасская резня бензопилой: Начало» и решили сделать Джейсона героем, которому зрители не будут слишком симпатизировать. Именно поэтому, создатели отказывались показывать Джейсона, как молодого человека, которого в детстве дразнили и над которым издевались другие дети, так как это могло вызвать слишком много нежелательной жалости к герою: «Зритель не должен испытывать к нему жалость. Джейсон — машина для убийств. Ничего более».

### Визуальные эффекты
Работу над спецэффектами картины поручили компании Asylum Visual Effects. Хотя режиссёр Маркус Ниспел является сторонником работы со спецэффектами вручную, студии пришлось проработать многие сцены на компьютере, чтобы обеспечить безопасность актёров во время съёмок особо опасных трюков и помочь режиссёру достичь определённых результатов, невозможных при работе вживую. По ходу действия фильма Джейсон убивает ровно 13 человек — это было также показано в одном из трейлеров к фильму. Супервизор Митчелл Дрэйн набрал команду для работы с эффектами, которая началась с анализа сценария на стадии пред-производства, чтобы понять, где именно понадобятся компьютерные эффекты. Всего студия проработала 25 кадров из фильма.
Одной из первых сцен, над которой работала команда, стала сцена смерти Аманды — героини Америки Оливо. В ней Джейсон берёт спальный мешок, в котором находится девушка и кидает её в огонь. Чтобы обезопасить актрису от получения возможных травм, студия создала два разных кадра, в котором Аманда сгорает над костром. Вместо того, чтобы создать компьютерную копию костра, сгенерировав её при помощи технологии CGI, и показать в кадре настоящий костёр, изображение с висящим над ним мешком было добавлено Джоном Стюартом путём совмещения кадров. Кроме того, при помощи компьютера был создан дополнительный слой пламени. Также эффекты были использованы в сцене, где героиня Уиллы Форд ударяется головой о надвигающийся на неё катер. Данный трюк был опасен даже для профессионального каскадёра, поэтому нарисованная на компьютере лодка была добавлена в кадр с актрисой, когда по сюжету она ударяется, а затем лодка проплывает мимо. Также в этот кадр было добавлено изображение настоящей лодки, которую снимали вживую.
Также студия работала над сценами, в которых Джейсон убивает своих жертв, используя мачете. Фактически все сцены нанесения ударов были созданы при помощи компьютерного мачете, в то время как Маркус Ниспел хотел, чтобы эти эпизоды были сняты единым кадром от нанесения удара и до его последствий. В одной из сцен Джейсон вонзает своё орудие в голову Ричи, героя Бена Фэльдмана. Вместо настоящего мачете и искусственной головы Ниспел дал указания актёру сыграть смерть, в то время как Дерек Мирс заносит лишь часть лезвия, которое находилось далеко от головы актёра, чтобы нанести удар. Затем студия Asylum воссоздала на компьютере остальную часть оружия, чтобы добиться нужного эффекта. Для этой сцены команда подогнала мимику актёра, изображавшего смерть, под удар таким образом, что казалось, будто бы лезвие разрубило лицевые нервы.
В некоторых сценах оружие Джейсона было полностью нарисовано на компьютере. К примеру, в сцене гибели героя Райана Хэнсена, где ему в голову вонзается стрела, которую позже воссоздали на компьютере. Таким же образом сняли и сцену, в которой Джейсон с силой бросает топор в спину актёра Арлена Эскарпету, пока тот убегает прочь от маньяка. Снять кадр полёта топора вместе с актёром в одной сцене было крайне сложно, поэтому студия полностью воссоздала 3D-модель топора. Позже топор вставили в тот момент отснятого материала, когда по игре актёра видно, что топор попал в его персонажа. Одной из последних задач, стоявших перед студией — работа со сценой смерти Трента в исполнении Трэвиса Ван Винкла. В ней Asylum нарисовала на компьютере длинный металлический кол, который пронзает грудь персонажа, пригвоздив его к грузовику.

### Образ Джейсона
Мастер по спецэффектам Скотт Стоддард сказал, что ему хотелось создать грим Джейсона, который был похож одновременно на тот, что использовали Карл Фуллертон во второй части и Том Савини в четвёртой. По словам Стоддарда, он представлял себе Джейсона лысеющим, с красной сыпью на коже и с традиционным врождённым уродством, связанным с деформацией головы и лица. Но при этом Стоддарт желал, чтобы Джейсон был больше похож на человека.
Накладывать грим на актёра и каскадёра Дерека Мирса начинали с его груди: специальный грим позволял накладной коже двигаться вместе с мышцами тела актёра. Также Мирс носил фальшивый горб на спине, создавая впечатление, что Джейсон болен сколиозом. Также глазной протез был приклеен к лицу Мирса. У Стоддарда уходило от 3 с половиной до 4 часов, чтобы наложить весь грим на Мирса. В сценах, где Джейсон носит маску, был использован упрощённый грим, который накладывали всего лишь час. В сценах, где лицо героя видно полностью, актёр носит грим, который накладывают в течение 4-х часов. На ногах у Джейсона были походные сапоги, а дырки в майке позволяли частично увидеть грим на теле актёра. Куртка Джейсона была создана путём комбинирования походной и военной куртки, которая длиннее и вздымается, когда актёр поднимает руки вверх. Верхняя часть охотничьей куртки была заменена на верх милитари. Мирс описывает её как «гигантскую куртку Франкенштейна». В этой части Джейсон более худой, чем раньше — объясняется это тем, что герой ел немного, живя в лесу. Благодаря этому, горб Джейсона особенно выделялся.
Создавая знаменитую хоккейную маску, Стоддард черпал вдохновение из третьего и четвёртого фильмов. Имея возможность изучить форму оригинальной маски, Стоддард создал шесть версий новой: «Мне не хотелось повторяться, нужно было придумать что-то принципиально новое; кое-что мне нравилось, кое-что необходимо было изменить; сделать её новой, но при этом сохранить основы дизайна, особенно работая над лобовой частью и щеками — немного состарить, немного помять».

### Музыка
Решив использовать ключевые события предыдущих фильмов в новом сценарии, Форм и Фуллер пришли к выводу, что музыка сериала также играет важную роль наравне с сюжетом. Главная тема сериала была написана Гарри Манфредини, и продюсеры нового фильма первым делом попытались выкупить права на музыку, чтобы использовать знаменитую музыкальную тему в ремейке. Хотя права они получили, у авторов новой версии не было планов полностью использовать её. Они пригласили композитора Стива Яблонски (ранее Ниспель и Яблонски вместе работали над ремейком «Техасской резни бензопилой»), который записал новую аранжировку музыкальной темы, скорее отдалёно напоминающую классическую тему сериала.

Маркус Ниспель так описал свои пожелания:
«Мне хотелось, чтобы Стив [Яблонски] написал такую мелодию, которая непонятно каким образом врезалась в мозг, и которую я буду насвистывать, выходя из кинотеатра. Я не думаю, что зрители подобного фильма хотят, чтобы при просмотре у них возникло чувство, что сзади сидит Джон Уильямс с Лондонским симфоническим оркестром».
В рамках промокампании фильма студия New Line Records выпустила официальное CD-издание, содержащее песни из фильма.
Диск поступил в продажу в день премьеры фильма, 13 февраля 2009 года.
1. Night Ranger — «Sister Christian» (5:01)
2. Bumblebeez — «Freak Your Loneliness» (3:19)
3. Classic — «Get 'Em Up» (2:00)
4. Living Things — «Post Millennium Extinction Blues» (3:39)
5. Locksley — «She Does» (1:53)
6. Stars — «My Favourite Book» (4:04)
7. The Hives — «Tick Tick Boom» (3:26)
8. Three A.M. — «Doin' Things» (3:32)
9. Lyrics Born — «I Like It, I Love It» (3:55)
10. The Kills — «Night Train» (3:03)
11. Jimmy Gresham — «No Way to Stop It» (3:09)
12. Santogold feat. Spank Rock — «Shove It» (3:44)
13. Steve Jablonsky — «Friday, The 13th Opening Title» (3:41)

## Удалённые сцены
Для смягчения кино-прокатного рейтинга фильма из него было вырезано несколько кадров из отснятых сцен. Некоторые из них появились в трейлерах и телевизионных рекламных роликах картины. Кроме того, три новые сцены продолжительностью 8 минут 17 секунд попали в раздел бонусов на DVD и Blu-Ray.
- Джейсон точит мачете в своём логове[30].
- Джейсон вспоминает, как в детстве стал свидетелем убийства своей матери[30].
- Сцена диалога шерифа Брэка с другим офицером в полицейском участке[28].
- Альтернативная сцена в амбаре перед самым финалом картины[28].
- Альтернативная сцена, в которой Джейсон находит хоккейную маску[31].

## Релиз
Релиз фильма состоялся в пятницу, 13 февраля 2009 года на 3105 экранах США.
Картина получила самый широкой мировой релиз за предыдущую историю франшизы, включая и фильм «Фредди против Джейсона». К примеру, оригинальный фильм вышел на в 3 раза меньшем количестве экранов, а тот же «Фредди против Джейсона» — на 3094.
За рубежом фильм демонстрировался в 2100 кинотеатрах в 28 странах.
Права на прокат фильма в итоге принадлежали студиями Warner Bros. в лице New Line Cinema (Северная Америка) и Paramount Pictures в лице United International Pictures (все остальные страны) — точно такая же паритетная схема была использована при дистрибуции фильма «Зодиак» (2007) и «Южный парк: больше, длиннее и без купюр» (1999). Но позже права на серию фильмов проданы к студию Paramount.

### Кассовые сборы
В день премьеры картина собрала 19 293 446 долларов обогнав показатели по общим сборам фильмов «Джейсон штурмует Манхэттен» (1989), «Джейсон отправляется в Ад» (1993) и «Джейсон X» (2002), которые заработали 14 343 976, 15 935 068 и 13 121 555 долларов, соответственно. В период с 14 по 16 февраля фильм заработал ещё 24 292 003 доллара, добравшись к Президентскому дню до отметки 43 585 449 долларов. К концу второго дня проката, фильм занял второе место по показателям сборов среди всех картин франшизы с 40 570 365 долларов, немного обогнав фильм «Проклятие» (2004), который держал рекорд самого высокого показателя по результатам третьего дня проката среди фильмов ужасов.
Оригинальная картина 1980 года с учётом инфляции собрала 17 251 975 долларов. Кроме того, классический фильм собрал больше денег с каждого кинотеатра при подсчёте среднего показателя — 15 683 против 13 066 долларов, собранных ремейком.
В течение второй недели количество зрителей резко уменьшилось — фильм собрал всего 2 802 977 долларов, что стало результатом падения показателей на 85,5 %. К концу вторых выходных проката ремейк заработал ещё 7 942 472 доллара, разница уменьшилась до 80,4 % в сравнении с предыдущими выходными.
В результате фильм опустился с первой строчки до шестой по результатам сборов.
На третьей неделе «Пятница, 13» выбыла из десятки лидеров, собрав 3 689 156 долларов, по сравнению с предыдущей неделей сборы возросли на 53,6 %.
К концу проката фильм заработал 65 млн долларов в США, однако потерял возможность остаться в десятке лидеров по результатам года из-за сборов третьей недели.
Ремейк также занял пятое место по результатам сборов за Президентский день, собрав 45 033 454 доллара,
восьмую позицию по результатам сборов за февраль месяц, а также восьмое место по результатам сборов за выходные в зимний сезон, начинающийся в первые выходные Нового года и заканчивающийся в первый четверг марта.
В итоге «Пятница, 13» заняла четвёртое место по сборам за февраль 2009 года, собрав 59,8 млн долларов, следуя за фильмами «Заложница» (84,3 млн долларов), «Обещать — не значит жениться» (77,2 млн долларов) и «Мэдея в тюрьме» (60,9 млн долларов).
Картина заняла 15-е место среди фильмов рейтинга «R» за 2009 год; оказалась на шестом месте по уровню потерь в сборах за вторую неделю; на седьмом месте среди лидеров проката, значительно потерявших аудиторию во вторую неделю в США; фильм стал самым кассовым ремейком слэшеров, собрав 65 млн долларов и обогнав картины «Когда звонит незнакомец» (2006), «Хэллоуин 2007» (2007), «Выпускной» (2008) и «Мой кровавый Валентин в 3D» (2009), а также занял седьмую строчку среди всех ремейков фильмов ужасов и слэшеров вообще с учётом инфляции доллара.
В премьерный уикенд за рубежом фильм собрал 9,5 млн.
Больше всего картина собрала в прокате Великобритании и России — по 1,7 млн долларов, 1,1 млн долларов в Испании и по 1 млн долларов в Италии и Германии. По данным студии Paramount Pictures картина стала самой кассовой во всей франшизе по результатам зарубежного проката в премьерный день. Общие сборы в США составили 65 002 019 долларов. С учётом сборов зарубежного проката, которые составили 26 377 032 доллара, в общей сложности фильм заработал 91 379 051 доллар.

### Критика
На основе 175 обзоров, сайт Rotten Tomatoes присвоил фильму 25 % с показателем 4,2 из 10 возможных баллов.
На основе обзоров «Лучших критиков» по мнению сайта Rotten Tomatoes, состоящих из авторов ведущих газет, журналов, сайтов, телевизионных и радиопрограмм, фильму были присвоены всего 19 %.
Metacritic присвоил средний показатель в 34 балла на основе 29 обзоров.
По результатам голосования CinemaScore фильму была присвоена оценка «B—» по шкале от «A+» до «F», с результатами финального голосования в 51 % среди мужской аудитории и 59 % среди зрителей от 25 лет и старше.
Алонсо Дуральде написал в своём обзоре, что фильм понравится всем поклонниками слэшеров, но «не привносит абсолютно ничего нового в жанр и франшизу в целом, и определённо картина ничем непримечательна для тех, кто не является её поклонником». Однако Дарульд отметил, что «в попытках обновить картину для нового тысячелетия авторы разбавили ансамбль афроамериканцем и азиатом», а концовка, намекающая на сиквел не вызвала никаких эмоций.
Кроме подобных высказываний критик Билл Гудикунтц из The Arizona Republic отметил, что «фильм выглядит нелепо», пытаясь создать более глубокую картину, «щедро смешав кровожадность и киноштамп с кучей похотливых подростков» — публике понравится фильм лишь в том случае, если им нравится подобное кино вообще. Приэтом Гудикунтц отметил мастерство, с которым созданы смерти персонажей, а Джаред Падалеки привнёс в фильм приятное ощущение от просмотра очередного эпизода «Сверхъестественного».
Критик из The Washington Post, Дэн Зак, считает, что картина потерпела неудачу на всех фронтах: в попытках рассмешить, испугать или вызвать отвращение. Зак также отметил, что в картине было мало «эротических сцен с обнажённой натурой», крайне важных для подобного рода кино.
Марк Олсен из Los Angeles Times заявил, что Маркус Ниспель смог наполнить картину «невероятным отчаянием и обречённостью», царившими в его предыдущей работе, ремейке «Техасской резни бензопилой», но не достаточно разнообразил картину «подростковой похотью», «лёгкостью» и «бунтарством», присущими фильмам серии.
Уэсли Моррис наоборот оценил юмор фильма, так как «актёры исполняют роли-клише будущих жертв», что не позволяет по-настоящему испугаться. По его мнению, в ремейке мало психологической достоверности из-за нехватки сцен с Памелой Вурхиз, финал с участием которой прославил оригинальную картину 1980 года — в итоге «фильм вышел по-настоящему весёлым, нежели пугающим».
Кайл Смит из The New York Post считает, что Ниспель не предпринимал никаких попыток снять настоящее кино, которое «можно было бы разглядеть за морем крови и тошнотворных подробностей». Кроме того, Смит отметил, что за исключением персонажей Клэя и Трента, остальные были «лишь лицами в толпе» и было впечатление, что «авторы даже не старались заинтересовать ими зрителя».
Обозреватель из USA Today Клаудия Пьюг отметила, что фильм точно следует формуле своих предшественников и не добавляет в историю абсолютно ничего нового. Пьюг также отметила, что Падалеки и Панабэйкер неплохо справились со своими ролями, а персонаж Аарона Ю стал одним из главных плюсов картины и самым приятным персонажем из всех.
Нейтан Ли из The New York Times считает, что «перезапуск франшизы получился удачным и стильным», и «зритель получает удовольствие от каждого убийства — то, зачем он пришёл в кинотеатр». По мнению критика, именно таких фильмов не хватает классическому жанру, и в особенности поздним фильмам серии. Обозреватель The Detroit News Адам Грэм отметил, что ремейк, на его взгляд, получился самым эффектным и страшным в серии, отметив в особенности изменения в повадках Джейсона, «позволив ему бежать, а не брести за жертвой», что сделало его более «устрашающим». Кроме того, Джейсон не кажется мене устрашающим, как боялись авторы, от того, что зрители узнали его предысторию.
Кларк Коллиз из Entertainment Weekly отметил, что картина смотрится лучше своих предшественников, и в особенности ремейков фильмов «Выпускной» (2008) и «Мой кровавый Валентин» (2009), несмотря на то, что некоторые персонажи выглядят «картонными».
Джейсон Андерсон из газеты Toronto Star считает, что фильму пошло на пользу то, что авторы сконцентрировались на преследовании и способе убийств, а не мучениях жертв, как в случае с фильмами серии «Пила».
Критик ресурса IGN Крис Карл также отметил, что своим комедийным талантом Аарон Ю также украл всё внимание зрителей у Джейсона и главных персонажей, а его смерть стала одной из самых запоминающихся. Также автор отметил, что Дерек Мирс лучше исполнил роль Вурхиза, чем все его предшественники — такие же каскадёры, как и он: Мирс наделил Джейсона новыми движениями и повадками, а также выделил атлетизмом, создав «впечатляющий» образ маньяка.
Денис Данилов с сайта Filmz.Ru написал, что в стремлении рассказать старую историю на новый лад, авторы столкнулись с компромиссом, результатом которого стали «участь Памелы Вурхис, скомканная до пятиминутного пролога, и старательное воссоздание главных эпизодов трёх первых серий фанатам на радость — от классических смертей до легендарной атрибутики», также ответив, что обновлённый Джейсон одновременно и радует и вызывает недоумение, так как «обретший разум утопленник подворовывает керосин для освещения облюбованных подземелий, устраивает ловушки и берёт заложников, не предпринимая усилий, чтобы как-то обосновать свои действия».

### Сиквел
Продолжение «Пятницы, 13-й» находилось в разработке с момента премьеры ремейка в 2009 году. На странице своего Твиттер-аккаунта Брэд Фуллер заявил: «Шэннон и Свифт написали отличный сценарий. Мы готовы начать съёмки, как только New Line Cinema даст знать. Но они пока ещё не готовы».
5 июня 2013 года ресурс Collider.com сообщил, что компания Warner Bros. продала права на франшизу студии Paramount Pictures.
По словам Брэда Фуллера, студия Platinum Dunes, выпустившая последнюю картину, «более не заинтересована в производстве фильмов ужасов с жёстким рейтингом». В статье подчёркивается, что никаких конкретных работ над новым фильмом не ведётся в данный момент.

### Награды
В 2009 году фильм стал номинантом на две премии, одна из которых обернулась победой:
- MTV Movie Awards — «Лучший злодей»: Дерек Мирс (номинация)
- Teen Choice Awards — «Лучший фильм ужасов/триллер» (победа)

## Продукция

### Выход на видео
В США фильм был выпущен компанией New Line Home Video и вышел на DVD 16 июня 2009 года в полной версии под названием «Extended Killer Cut», продолжительность которой составила 106 минут. Вышедший в тот же день Blu-Ray-релиз картины содержал как полную, так и театральную версию фильма, продолжительность которой 97 минут.
На Blu-Ray-издании размещён также эксклюзивный короткометражный фильм под названием «The Seven Best Kills» о создании сцен убийств персонажей продолжительностью 23 минуты.
Помимо этого фильм вышел на «Apple TV».

### Игрушки
Вместе с выходом фильма, компания National Entertainment Collectibles Association (NECA) выпустила серию игрушек на основе персонажей ремейка: 18-дюймовую (45,72 см) фигуру Джейсона Вурхиза со съёмной головой (версия с мешком на голове и в хоккейной маске) и игрушечным мачете.
Отдельно были выпущены копия хоккейной маски, мачете и «трясущаяся голова».
Компания Rubies Costume также выпустила копию мачете Джейсона.